# Éghy Ghyssa
Éghy Ghyssa, családi nevén Égi Gizella (Temesvár, 1905. február 24. – Marosvásárhely, 1982. szeptember 2.) magyar táncművész és tánctanár.

## Életútja
1924-ben anyja bécsi magániskolájában (Institut für hygienisch-harmonische Körperkultur) szerzett diplomát, ahol a 20. század eleji modern irányzatoknak megfelelően a Mensendieck-Dalcroze-Duncan módszer szerint indították el; ugyanakkor a bécsi opera balettmestereitől klasszikus balettet tanult. Többször fellépett az osztrák fővárosban, majd Budapesten.
1924-ben Aradon telepedett le. Erdély minden nagyobb városába ellátogatott önálló műsoraival. Színpadi táncai saját elképzelései és koreográfiája alapján készültek. Leghíresebb tánckompozíciói: Nénia, A háború szelleme, Gótika, Illúzió és valóság. Az irodalomból François Villon A szép fegyverkovácsné panasza öregségében, Babits Mihály Danaidák, Ady Endre Sírni, sírni, sírni c. versei ihlették táncait (az Ady-verset Zala Béla aradi szavalóművész közreműködésével mutatta be). Magániskolájában a modern mozgás- és táncművészetet ápolta.
1949-től a Szentgyörgyi István Színművészeti Intézetben tanított mozgásművészetet, intézetével együtt költözött Marosvásárhelyre (1954), s negyedszázados tanári működés után 1974-ben vonult nyugalomba. 1957-től a Székely Népi Együttes koreográfiai irányítója volt. Több színházi bemutatóhoz, így Euripidész-Sartre A trójai nők c. darabjának előadásához szerzett táncbetéteket. Művészetét Krenner Miklós így jellemezte: "...nemcsak művész, nevelő, rendező, hanem találékony műfordító, aki a művészet egyik területéről a másikra írja át az örök szépséget."

## Írásai
- Testkultúra (Gallas Nándor bevezetőjével, Arad 1926)
- Rövid önéletrajzát a Művelődés Emlékeimből c. alatt közölte (1978/1)